# Sabal causiarum
Sabal causiarum е вид растение от семейство Палмови (Arecaceae).

## Разпространение
Видът е родом от Испания, Пуерто Рико, Вирджинските острови на САЩ и Британските Вирджински острови.